# Matlárháza

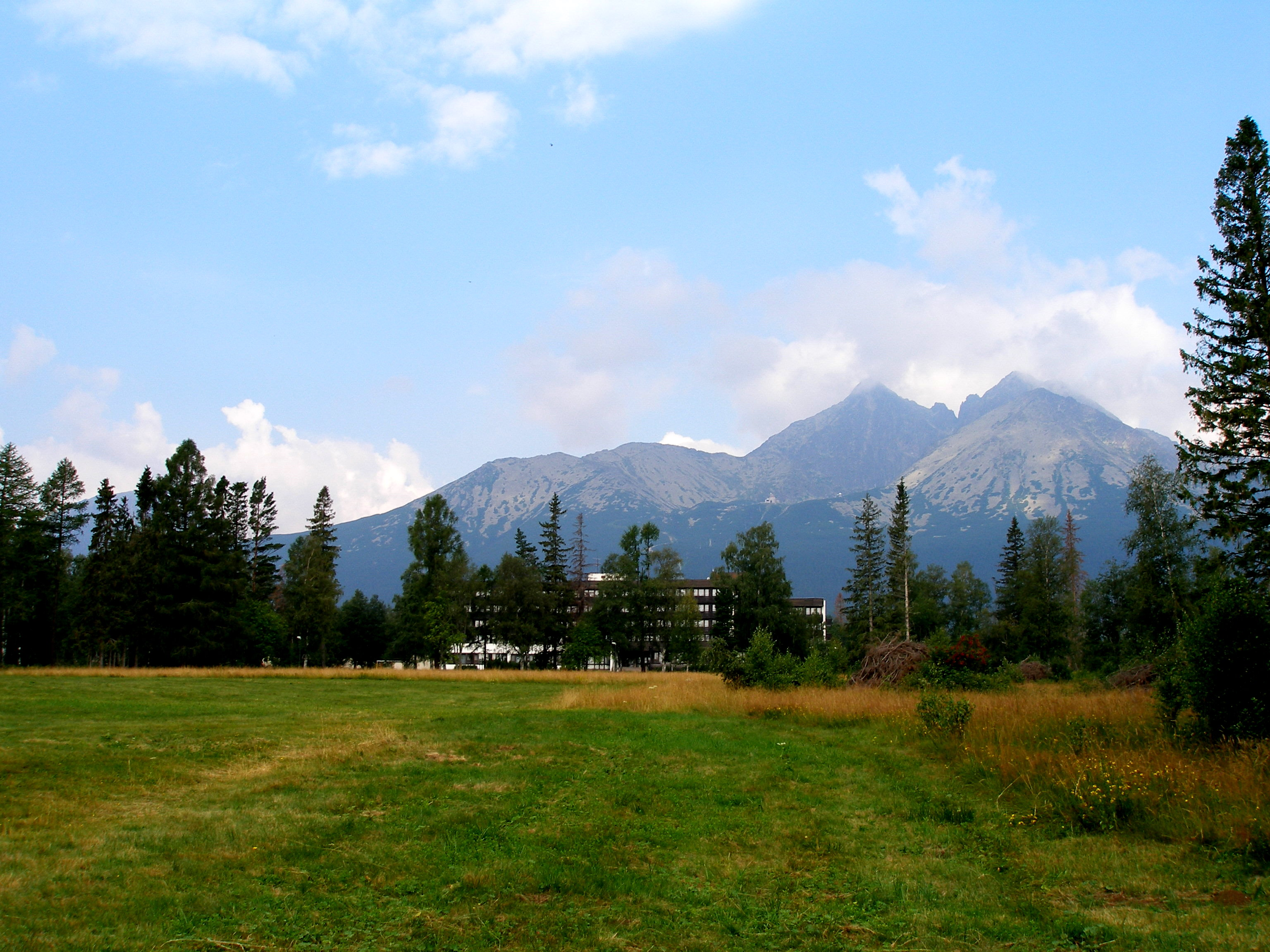
Matlárháza

Matlárháza (szlovákul: Tatranské Matliare) Magastátra város része Szlovákiában, az Eperjesi kerület Poprádi járásában.

## Fekvése
Tátralomnictól 1,5 km-re északkeletre fekvő üdülőtelep.

## Nevének eredete
Közelében állt a 15. században a Maklar major, ahol a tiroli Matrei faluból érkezett telepesek éltek. A Matreier Laren (matreiek legelői) névből alakult ki a német Matlaren, a szlovák Matliary és a magyar Matlár név.

## Története
1326-ban „Martyrumfalwa” néven említi először oklevél. Az első erdészházakat a 19. század középén hunfalvi lakosok építették ide. A 880 m magasságban fekvő klimatikus üdülőhelyet 1884-ben alapították, amikor az egyik tulajdonos, Loisch Mátyás vadászlakot épített az erdészházak mellé, melyet a nyilvánosság rendelkezésére bocsátott, majd 1889-ben felépítette a Steinbach turistaszállót. Területe 1920-ig Szepes vármegye Késmárki járásához tartozott.

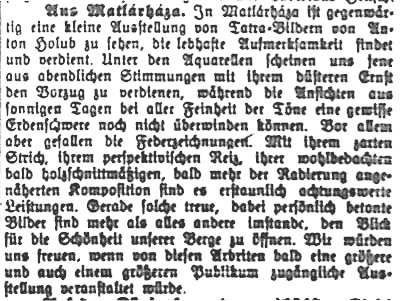
Aus Matlárháza: Franz Kafka cikke a Karpathen-Post 1921. április 23-i számában.

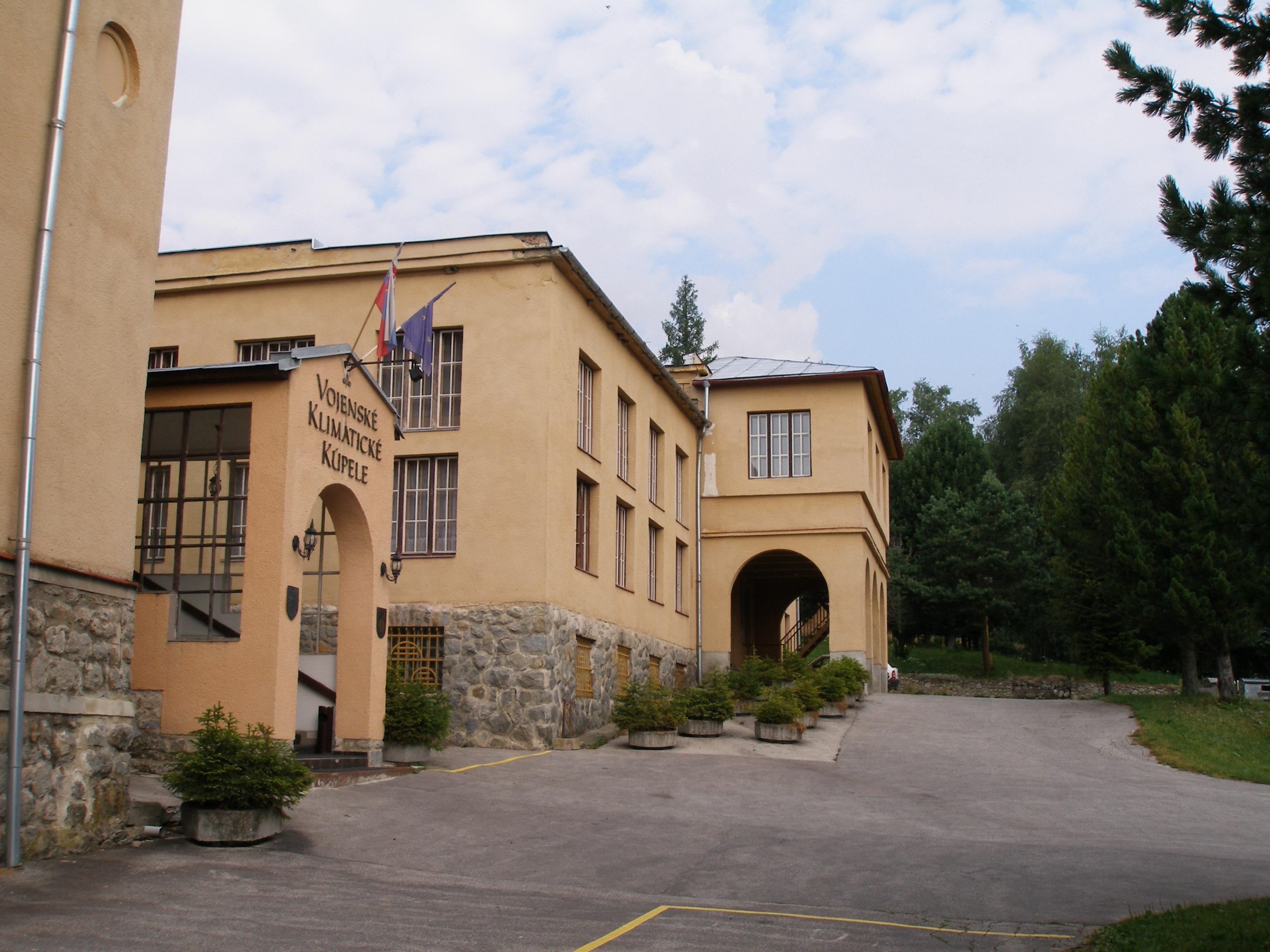
Matlárháza - Klimatikus gyógyfürdő

1921-ben a matlárházi szanatóriumban kezeltette gümőkórát Franz Kafka. 1928-ban megnyílt az Esplanade luxusszálló. 1947-ig Hunfalvához tartozott, majd akkor Tátralomnichoz csatolták. Az 1980-as években további szállodákkal bővült a település. 1999 óta Magastátra város része. Lakossága főleg a tátrai idegenforgalomból él.